# Hanau

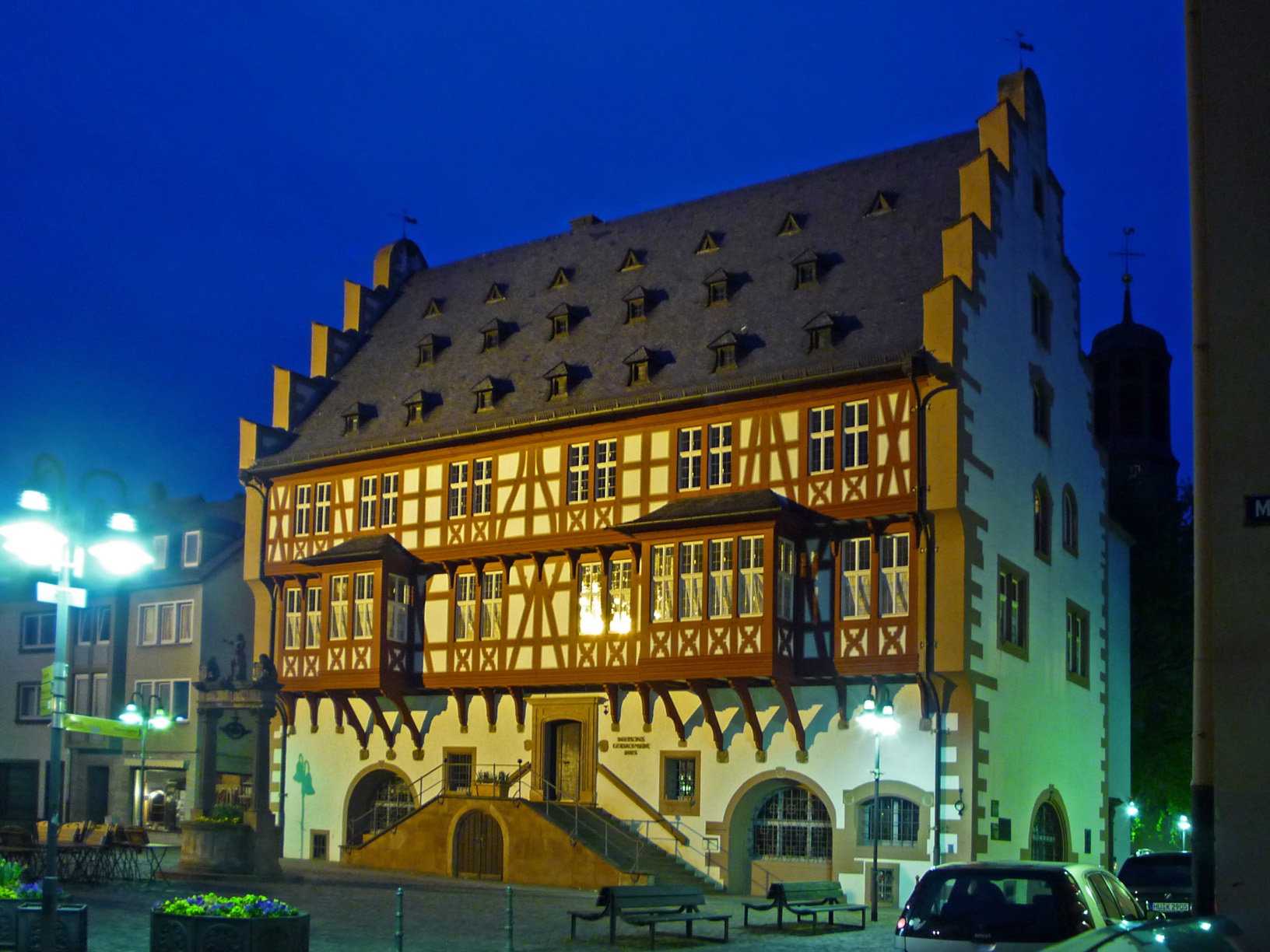
Goldschmiedehaus Hanau

Hanau (pronunciación en alemán: /ˈhaːnaʊ̯/ (escucharⓘ)) es una ciudad en el distrito de Meno-Kinzig, en la región de Darmstadt dentro del estado federal de Hesse, Alemania. Es un centro importante y emplazamiento de empresas de alta tecnología. Hanau es la sexta mayor ciudad de Hesse y la ciudad natal de los Hermanos Grimm y Paul Hindemith.

## Historia

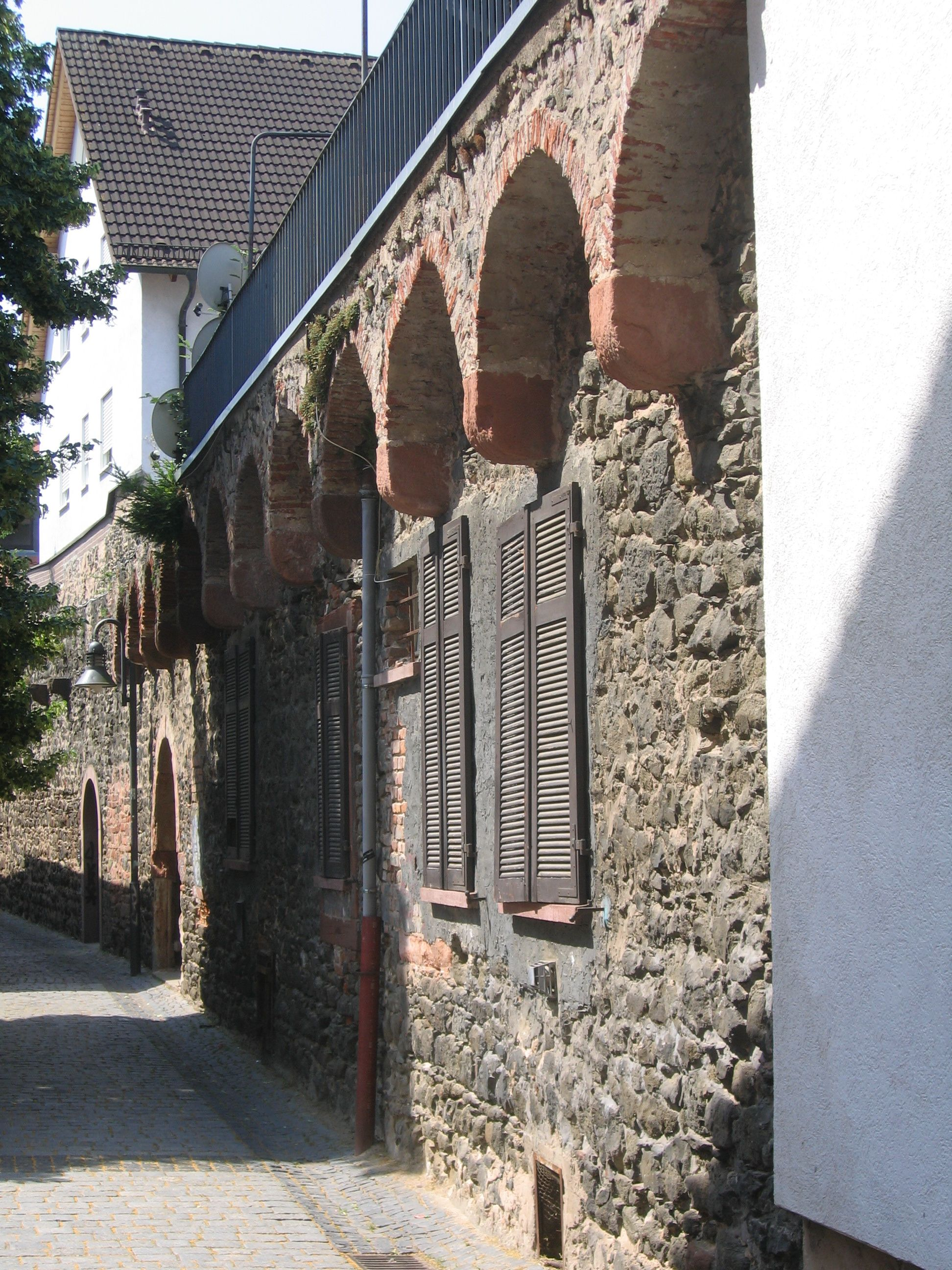
Reliquia de la primera fortificación de la ciudad (medieval).

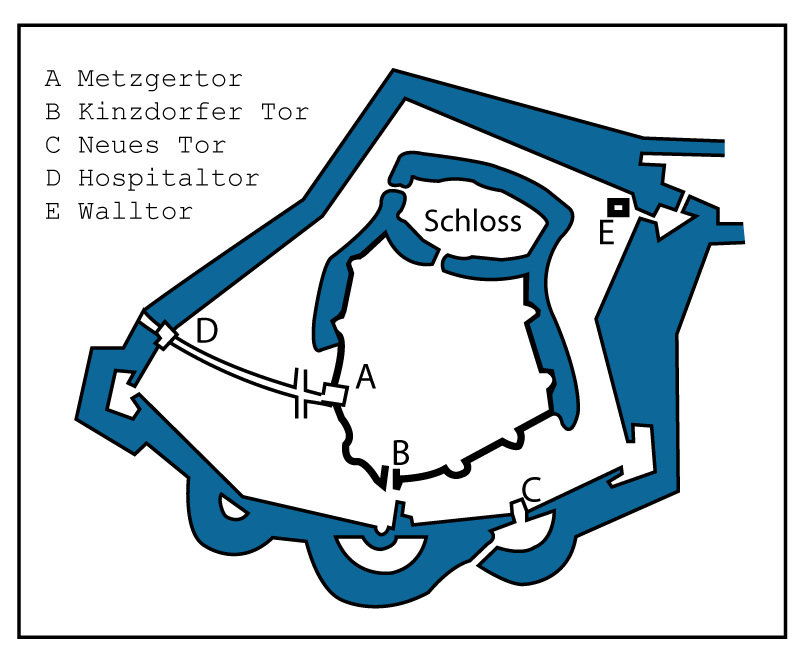
Hanau alrededor de 1550. Centro: ciudad medieval; Schloss=castillo; A+B: puertas dentro de la muralla medieval de la ciudad; C+D: puertas de la fortificación del siglo XVI.

### Pueblo viejo
Como lugar de asentamiento, Hanau se mencionó por primera vez en 1143. Anteriormente era el sitio de un castillo que utilizaba las aguas del río Kinzig como defensa. El castillo pertenecía a una familia noble, que se hacía llamar "de Hanau" desde el siglo XIII. A partir de este castillo, se desarrolló un pueblo y se convirtió en una ciudad en 1303. Como resultado de esta historia, la iglesia principal de Hanau se encontraba fuera de sus muros en el pueblo de Kinzdorf. Los aldeanos se mudaron a la ciudad, Kinzdorf se convirtió en una aldea abandonada dejando solo la iglesia. Solo en el siglo XV se transfirió el estado de la iglesia parroquial de Hanau a la iglesia de María Magdalena dentro de los muros de la ciudad.
Poco después de que se construyeron los primeros muros de la ciudad a principios del siglo XIV, la ciudad superó este límite. Fuera del muro, a lo largo del camino a Fráncfort del Meno, se desarrolló un asentamiento (el Vorstadt) que se incluyó adecuadamente en las fortificaciones de Hanau solo cuando Hanau recibió fortificaciones completamente nuevas en estilo renacentista durante la primera mitad del siglo XVI. Estas nuevas fortificaciones encierran los tres elementos: el castillo medieval, la ciudad medieval de Hanau y el Vorstadt.

### Pueblo nuevo
A finales del siglo XVI, el conde Felipe Ludwig II atrajo a los refugiados protestantes de los Países Bajos y Francia para fundar su propio asentamiento al sur de Hanau. Esto fue de gran interés económico para él porque estos Valonas trajeron comercio de clase alta, su conocimiento de joyería y otras producciones de artículos de lujo y, por lo tanto, impuestos a su condado. Fuera de esta tradición, los orfebres todavía están entrenados en Hanau. Hanau también fue el sitio del primer taller para producir Fayenza en Alemania. A estos nuevos ciudadanos se les concedieron Privilegios y formaron su propia comunidad, iglesia y administración para la "nueva ciudad de Hanau" (Neustadt Hanau) completamente separada de la comunidad existente. Tomó más de 200 años para fusionar ambos. La nueva ciudad, más grande que la anterior, estaba protegida por una fortificación entonces muy moderna en estilo barroco que demostró ser un gran activo solo unos años más tarde en la guerra de los Treinta Años. La ciudad sobrevivió a un asedio en 1637 con daños menores.
Los nuevos ciudadanos formaron el mayor poder económico y político dentro del condado de Hanau y en 1642 jugaron un papel principal en la sucesión del conde Federico Casimiro de Hanau-Lichtenberg en el condado de Hanau-Münzenberg, del cual la ciudad de Hanau era la capital.
En 1736 murió Juan Reinardo III de Hanau-Lichtenberg, el último de los condes de Hanau. Esas partes de su condado pertenecientes al condado de Hanau-Münzenberg, que incluía a Hanau, fueron heredadas por el Landgrave de Hesse-Kassel. Debido a los problemas dinásticos dentro de esta familia, el Condado de Hesse-Hanau se creó un estado separado del Landgraviate hasta 1786. Entonces Hanau permaneció como capital por otros 50 años. Incluso después de eso se convirtió, después de Kassel, en la segunda ciudad en importancia dentro de Hesse-Kassel.

### SigloXVII
Durante la guerra de los Treinta Años, Hanau fue tomada por los suecos en 1631. En 1636 fue asediado por las tropas imperiales, pero el 13 de junio fue relevado por Guillermo V de Hesse-Kassel, por lo que el día todavía es conmemorado por los habitantes.

### SigloXIX

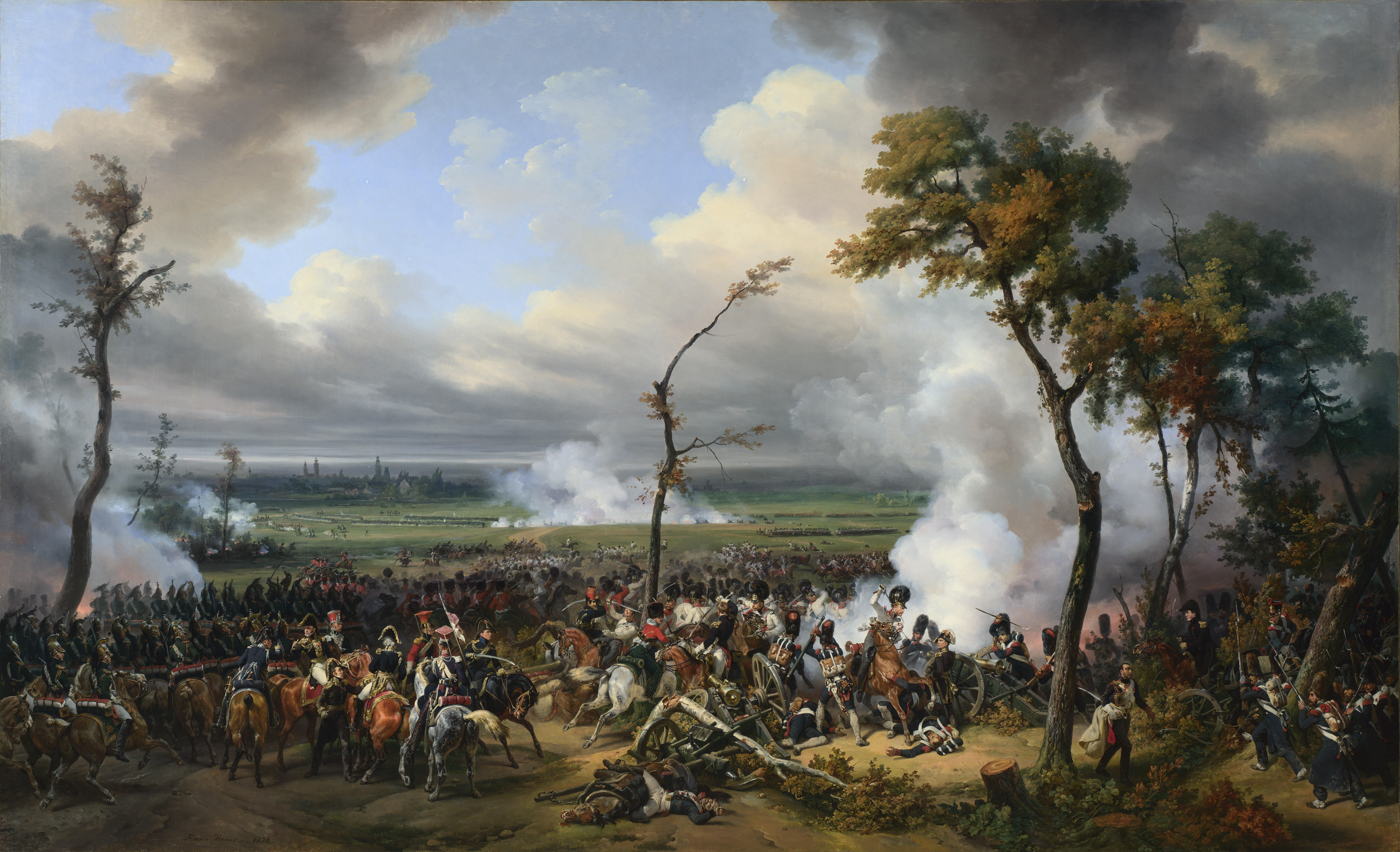
La batalla de Hanau (1813) de Horace Vernet.

Durante las guerras napoleónicas, el Emperador mismo ordenó que se destruyeran las fortificaciones de Hanau. Esto creó una oportunidad para que ambas partes de la ciudad se expandieran a través de sus límites tradicionales. En 1813, la Batalla de Hanau tuvo lugar cerca de la ciudad entre las tropas francesas y las fuerzas austro-bávaras. Durante la década de 1820, las administraciones de ambas ciudades de Hanau se fusionaron. El primer alcalde común, que se convirtió en lord mayor (Oberbürgermeister) fue Bernhard Eberhard, que luego fue nombrado primer ministro y ministro del interior del Electorado de Hesse después de la Revolución de 1848.
Con sus talleres preindustriales, Hanau se convirtió en el núcleo de una gran industrialización durante el siglo XIX: desde dentro de la ciudad (por ejemplo: Heraeus) y desde afuera (por ejemplo, Degussa, Dunlop). Esto fue fuertemente respaldado por su desarrollo como un importante intercambio ferroviario de seis líneas ferroviarias, la mayoría de ellas principales:
- 1848: Línea Ferroviaria de Fráncfort–Hanau.
- 1854: Línea Ferroviaria Main–Spessart.
- 1867: Línea Ferroviaria de Fráncfort–Bebra, dirección este.
- 1873: Línea Ferroviaria de Fráncfort–Bebra, dirección oeste.
- 1879/1881: Línea Ferroviaria de Friedberg–Hanau.
- 1882: Línea Ferroviaria de Odenwald (Hesse).

En el siglo XIX, Hanau fue un centro del movimiento democrático alemán y contribuyó significativamente tanto en 1830 como en la Revolución de 1848. Como parte de este movimiento, la Liga de Gimnasia Alemana (Deutscher Turnerbund) se fundó aquí en 1848. Hanau finalmente se anexó a Prusia como todo Hesse-Kassel en 1866 después de que su príncipe elector tomara el lado austríaco en la guerra austro-prusiana. Permaneció parte de Prusia hasta 1945.

### SigloXX
Durante la Segunda Guerra Mundial, la población judía fue perseguida y los últimos judíos fueron deportados en mayo de 1942.
Hanau fue destruido en su mayor parte por los ataques aéreos británicos en marzo de 1945, unos días antes de que fuera tomado por el ejército de los Estados Unidos Alrededor del 87% de la ciudad fue destruida. De los 15.000 habitantes que permanecieron en la ciudad en ese momento, 2500 murieron en el ataque.
La ciudad albergaba una de las guarniciones más grandes del ejército de los Estados Unidos en Europa. Al ser una ubicación estratégica importante en el llamado Fulda Gap, la comunidad militar tenía una población de 45.000 miembros militares, civiles estadounidenses y familiares en su apogeo durante la Guerra Fría. Las amplias instalaciones de los Estados Unidos incluían el aeródromo del ejército de Hanau, también conocido como Fliegerhorst Langendiebach. La guarnición se cerró en abril de 2018. Mientras tanto, la mayoría de las antiguas áreas militares se han convertido para un uso civil.

### SigloXXI
En 2010, Hanau comenzó un gran proyecto de construcción para rediseñar completamente el centro de la ciudad. Estas son las obras de construcción más grandes en la ciudad desde la reconstrucción después de la Segunda Guerra Mundial.
El 19 de febrero de 2020, once personas, incluido el autor del crimen, fueron asesinadas en un tiroteo en dos bares shisha y en un piso de la ciudad. El autor, conocido como Tobias Rathjen, abrió fuego en Midnight Bar y Arena Bar en el centro de Hanau y Mühlheim am Main. Tobias luego condujo a su casa, donde asesinó a su madre y se pegó un tiro. Se cree que el tiroteo fue motivado por un sentimiento xenófobo y racista.

## Zona
La ciudad está situada al este de Fráncfort del Meno. Otras ciudades que limitan con Hanau son Offenbach del Meno y Aschaffenburg. El río Meno cruza la ciudad.

## Infraestructura
Hanau tiene una infraestructura buena: Hay un puerto en el río, la red de carreteras y calles es muy marcada. Hanau tiene una estación central con conexión a trenes rápidos interurbanos para toda Alemania. Se necesita unos 25 minutos con el suburbano (S-Bahn) a Fráncfort. Hay una comunicación directa con una línea al aeropuerto de Fráncfort (Flughafen Frankfurt/Rhein-Main). La autopista 3 (A3) de Colonia a Nürnberg pasa por Hanau.

## Hermanamientos de ciudades
- Dartford, Reino Unido.
- Tottori, Japón.
- Jaroslawl, Rusia.
- Conflans-Sainte-Honorine, Francia.
- Francheville, Francia.
- Doorn, Países Bajos.

## Amistades de ciudades
- Waltershausen, Alemania Turingia
- Pays de Hanau, Francia